# 송원아트센터
송원아트센터는 서울특별시 종로구 윤보선로에 위치한 미술관이다. 동국제강그룹이 문화재단 사업의 일환으로 예술가의 문화예술지원을 위해 설립했다.

## 소개
2006년 양옥집을 개조해 설립됐으며 2014년 베니스 비엔날레의 한국관 커미셔너이며 황금 사자상을 수상한 한국의 대표 건축가 조민석의 설계로 2012년 리뉴얼 되었다. 2013년 제31회 서울특별시 건축상과 밀라노 Archmarathon을 수상하였다.

## 층별 안내
- 지하 3~2층 - 전시공간
- 지하 1층 - 주차장, 보조공간
- 1~2층 - 복합문화공간

## 같이 보기
- 동국제강그룹
- 한국의 미술
- 서울특별시의 박물관과 미술관 목록
- 대한민국의 박물관과 미술관 목록